# FannyAnn Eddy
FannyAnn Eddy (Freetown, 14 de junho de 1974 — Freetown, 28 de setembro de 2004) foi uma revolucionária ativista lésbica dos direitos GLBTs em Serra Leoa, África. Fundadora da primeira associação GLBT de Serra Leoa, ela viajou por vários países mundo afora, como palestrante tanto na Organização das Nações Unidas como em outros órgãos de defesa dos direitos humanos. 
Em 5 de outubro de 2004, FannyAnn proferiu um discurso emocionante no auditório da ONU, que num dos trechos dizia:
Vivemos com medo em nossas comunidades em virtude do assédio e da violência vinda de vizinhos e outros. Os ataques homofóbicos ficam impunes perante as autoridades, o que encoraja o tratamento discriminatório e violento desses grupos contra gays, lésbicas, bissexuais e transgêneros.
A militante foi brutalmente assassinada em 28 de setembro de 2004, dias depois de ter dado depoimentos sobre as ameaças de violência por que passam lésbicas e gays em Serra Leoa. Pelo menos três homens entraram à noite na Associação de Lésbicas e Gays de Serra Leoa — Sierra Leone Lesbian and Gay Association (SLLAGA) —, onde ela trabalhava, estupraram-na e a espancaram, além de quebrarem seu pescoço, levando-a a óbito.
Ao morrer, a ativista deixou um filho de nove anos de idade e sua companheira Esther.